# Rebecca de Alba
Rebecca de Alba (Zacatecas, 26 de outubro de 1964) é uma atriz, apresentadora e modelo nascida no México. 

## Biografia
Rebecca de Alba iniciou sua carreira como modelo ainda muito jovem. Em meados dos anos 80, estudou jornalismo no estado do Colorado, nos Estados Unidos, e, depois, voltou para o México. Participou do concurso de beleza Señorita México, ficando em segundo lugar.
Conhecida por seu profissionalismo e beleza, fez vários trabalhos como apresentadora dentro da televisão mexicana. Entre os programas de projeção, há Un Nuevo Día, em 1993, onde compartilhou créditos com o cantor César Costa.
Em 2003, ela apresentou dois programas dirigidos à comunidade latina que vive nos Estados Unidos. Ao longo dos anos, também foi representante de várias marcas e participou de eventos beneficentes. Em 2005 assinou um contrato com a joalheria Bvlgari para ser sua primeira modelo mexicana.
Em 2008, fez sua estreia como atriz, com uma participação especial na série S.O.S.: Sexo y otros Secretos, uma série mexicana da Televisa produzida por Benjamín Cann. Rebecca interpretou a personagem Berenice, uma sexóloga que se envolve com um dos protagonistas. Ela também regressou ao mundo da apresentação televisiva, depois de vários anos de ausência, com o programa argentino Ellas Dicen.

## Vida Pessoal
Rebecca já namorou os cantores Luis Miguel, Miguel Bosé, Guillermo Capetillo, Leonardo de Lozanne e com o cantor Ricky Martin. Em março de 2010 Rebecca assegurou que recebeu com tranquilidade a notícia de seu ex-namorado Ricky Martin assumindo sua homossexualidade, com quem manteve um relacionamento de mais de uma década, e em uma mensagem de texto enviada a um programa de rádio, disse que preferia não fazer mais comentários.

## Televisão
- "5000 metros" (2010) .... Narradora
- "S.O.S.: Sexo y otros Secretos" (2008) .... Berenice Sifuentes
- "Prêmios Fox Sports 6ta Edição  (2008)
- "Al rojo vivo con María Celeste"  (2007)
- "Aún hay más" (2006) .... Homenagem a Raúl Velasco
- "The 6th Annual Latin Grammy Awards" (2005)
- "Celebremos México: Para amarte más" (2005)
- "Don Francisco presenta"  (2004)
- "100 mexicanos dijeron"   (2004)
- "Conductoras vs Conductores" (2004)
- "Prêmio lo Nuestro a la música latina " (2004)
- "Ricky Martin: En la intimidad" (2003)
- "Gran musical" (2003)
- "Teleton México"  (1997-2002)
- "Estrellas de Telenovelas Juveniles" (2002)
- "Noche bohemia" (2000)
- "Un nuevo día" (1994)
- "Flans: Revelaciones" (1990)